# Walter Breuning
 Der er for få eller ingen kildehenvisninger i denne artikel, hvilket er et problem. Du kan hjælpe ved at angive troværdige kilder til de påstande, som fremføres i artiklen.

Walter Breuning (21. september 1896 – 14. april 2011) var amerikaner og var indtil sin død verificeret som verdens ældste nulevende mand efter briten Henry Allingham, der døde den 18. juli 2009.
Breuning begyndte at arbejde ved jernbanerne i 1913 i en alder af 17 år og forblev i dette job i mere end 50 år. Han blev 114 år og 205 dage.
Positionen som den ældste blev senere overtaget af japaneren Jiroemon Kimura, der angives født 19. april 1897, og som døde 12. juni 2013.